# Stefano Gradi
Stefano de Gradi, (en serbo-croata Stjepan Gradić ) fue un filósofo, científico y político, nació el 6 de marzo, Dubrovnik, República de Ragusa de 1613 y murió en Roma, Estados Papales el 2 de mayo de 1683, de una familia noble ragusea, de Michele de Gradi y María Benessa; abrazó el estado eclesiástico, obtuvo la abadía de San Cosme y San Damián , y sucedió a Allacci., Se trasladó a Roma por orden de su tío, vicario general de Ragusa, Pietro Benessa (1580-1642); estudió filosofía y teología durante siete años en Roma, como representante de la República de Ragusa en el Vaticano, fue secretario personal de los cardenales de Megalloti, Francesco Barberini y ante el Papa Urbano VIII.
En 1661 asumió la jefatura de la Biblioteca del Vaticano. Gradi era hombre muy instruido , de un carácter dulce y afable y lleno de celo por el progreso de la literatura. El senado de Ragusa le delegó cerca de Luis XIV para pedirle socorros contra los turcos; pero persuadido el rey á instigación de algunos que su objeto era otro, le mandó salir de París en el mismo día en que había prometido darle audiencia. También tuvo gran participación en la reconstrucción de Ragusa, después del gran terremoto que sacudió la ciudad en abril de 1667. Gradi murió en Roma en 1683 a edad avanzada.

## Obras
Compuso varias obras, entre las cuales se citan: 
- 1. Festinatio B. Virginis Elisabete invisentis , lat. gr , oratorié ac poeticé pertractata, 1631. Dos de sus amigos , Octavio Cusani y Fr. María Rho , de Milán , tuvieron alguna parte en esta colección.

- 2. Oratio de eligendo summo pontífice. Pronunció este discurso en 1 de junio de 1667 ante los cardenales, reunidos para elegir el sucesor de Alejandro VII.

- 3. In funere Ccesaris Rasponi cardinalis oratio , Roma , 1670, en 4.°.

- 4. Appiani Alex. Historia Romana de bellis Illyricis Gradio interprete, Ámsterdam 1668

- 5. De vita, ingenio et studiis Junii Palmottae, Roma 1670

- 6. De laudibus Serenissimae Reipublicae Vénetae et cladibus patriae suae carmen, Venecia , 1675, en 4 °. Cinelli dice , que la poesía de Gradi participaba de cierto colorido antiguo y que no era ménos buen poeta 5.' : Disputatio de opinione probabili cum Bon. Fabro , Roma , 1678, en 4 °. Tenemos además de él una Vida d'Allacci, manuscrita , y una Disertación bajo el nombre de Marino Statilio, relativa á un fragmento de Petronio, nuevamente descubierto, cuya autenticidad se esfuerza en probar. Finalmente , Fernando de Furstemberg , que le honraba con su amistad , recogió sus poesías latinas y las insertó en la colección titulada : Septem illuslr. virorum poémata. Algunos creen que es otro Stefano Gradi o de Gradio , el cual compuso: 1.°: Disseríationes physico-mathematicce quatuor , Ámsterdam, Elzevir , 1680 , en 12.°. 2.": Dissertatio de directione navis ope gubernaculi, de stellis, etc., Ámsterdam, 1680, en 12.°. Es de advertir, que Adelung no los distingue , y cita para el que quiera adquirir más pormenores á Sebastian Dolce, en los Fasli Ragusii litlerar.